# Municipio-ciudad de Liubliana
Liubliana es un municipio urbano de Eslovenia, situado en el centro del país. Su capital es la capital nacional Liubliana.
En 2018 tiene 289 518 habitantes.
El municipio comprende la ciudad de Liubliana y los pueblos de:
- Besnica
- Brezje pri Lipoglavu
- Dolgo Brdo
- Dvor
- Češnjica
- Črna vas
- Gabrje pri Jančah
- Gunclje
- Janče
- Javor
- Lipe
- Mali Lipoglav
- Mali Vrh pri Prežganju
- Malo Trebeljevo
- Medno
- Pance
- Podgrad
- Podlipoglav
- Podmolnik
- Prežganje
- Ravno Brdo
- Rašica
- Repče
- Sadinja vas
- Selo pri Pancah
- Spodnje Gameljne
- Srednje Gameljne
- Stanežiče
- Šentpavel
- Toško Čelo
- Tuji Grm
- Veliki Lipoglav
- Veliko Trebeljevo
- Vnajnarje
- Volavlje
- Zagradišče
- Zgornja Besnica
- Zgornje Gameljne